# بيترو ليا
بيترو ليا (بالإنجليزية: Simone Lia)‏ هي مصممة وكاتِبة بريطانية، ولدت في 4 مايو 1973.

## وصلات خارجية
- الموقع الرسمي